# Olympische Winterspiele 2022
| Medaillenspiegel               | Medaillenspiegel   | Medaillenspiegel | Medaillenspiegel | Medaillenspiegel | Medaillenspiegel |
| Platz                          | Land               | G                | S                | B                | Ges.             |
| ------------------------------ | ------------------ | ---------------- | ---------------- | ---------------- | ---------------- |
| 1                              | Norwegen           | 16               | 8                | 13               | 37               |
| 2                              | Deutschland        | 12               | 10               | 5                | 27               |
| 3                              | Vereinigte Staaten | 9                | 9                | 7                | 25               |
| 4                              | China              | 9                | 4                | 2                | 15               |
| 5                              | Schweden           | 8                | 5                | 5                | 18               |
| 6                              | Niederlande        | 8                | 5                | 4                | 17               |
| 7                              | Österreich         | 7                | 7                | 4                | 18               |
| 8                              | Schweiz            | 7                | 2                | 6                | 15               |
| 9                              | ROC                | 5                | 12               | 15               | 32               |
| 10                             | Frankreich         | 5                | 7                | 2                | 14               |
| Vollständiger Medaillenspiegel |                    |                  |                  |                  |                  |

Die XXIV. Olympischen Winterspiele (chinesisch 2022年冬季奥林匹克运动会, Pinyin 2022 nián dōngjì Àolínpǐkè Yùndònghuì) wurden vom 4. bis zum 20. Februar 2022 in der chinesischen Hauptstadt Peking ausgetragen. Die Winterspiele fanden damit zum ersten Mal direkt hintereinander (2018, 2022) in zwei fernost-asiatischen Städten statt. Peking war die erste Stadt, die sowohl Olympische Sommerspiele (2008) als auch Olympische Winterspiele ausrichtete.
Im Medaillenspiegel belegte Norwegen wie 2018 bei den Spielen von Pyeongchang den ersten Platz. Das Team gewann insgesamt 37 Medaillen, davon 16 goldene, 8 silberne und 13 bronzene. Mit 16 Goldmedaillen wurde außerdem ein neuer Olympiarekord bei Winterspielen aufgestellt. Nie zuvor konnte eine Mannschaft mehr als 14 Goldmedaillen erringen.

## Wahl des Austragungsortes
Am 6. Juni 2013 eröffnete das Internationale Olympische Komitee (IOC) die erste Phase des Bewerbungsverfahrens für die Ausrichtung der Spiele. Interessierte Städte mussten ihre Bewerbung bis spätestens 14. November 2013 beim IOC einreichen. Letztlich hielten nur die Städte Almaty und Peking ihre Bewerbung aufrecht.
Die Abstimmung über den Austragungsort fand auf der 128. IOC-Sitzung am 31. Juli 2015 in Kuala Lumpur statt, wobei sich Peking mit 44:40 Stimmen gegen die kasachische Stadt Almaty durchsetzte. Nachdem es beim ersten Wahldurchgang, an dem sich 89 von 100 IOC-Mitgliedern beteiligt hatten, technische Probleme gegeben hatte, wurde ein weiterer Durchgang durchgeführt, bei dem 85 Stimmen abgegeben wurden. IOC-Präsident Thomas Bach enthielt sich der Stimme.
Die alpinen Wettbewerbe wurden hauptsächlich in Yanqing, die nordischen in Zhangjiakou ausgetragen.
| Stadt  | Staat               | Wahlergebnis |
| ------ | ------------------- | ------------ |
| Peking | Volksrepublik China | 44           |
| Almaty | Kasachstan          | 40           |

## Wettkampfstätten

### Peking

Nationalstadion – Eröffnungs- und Schlussfeier

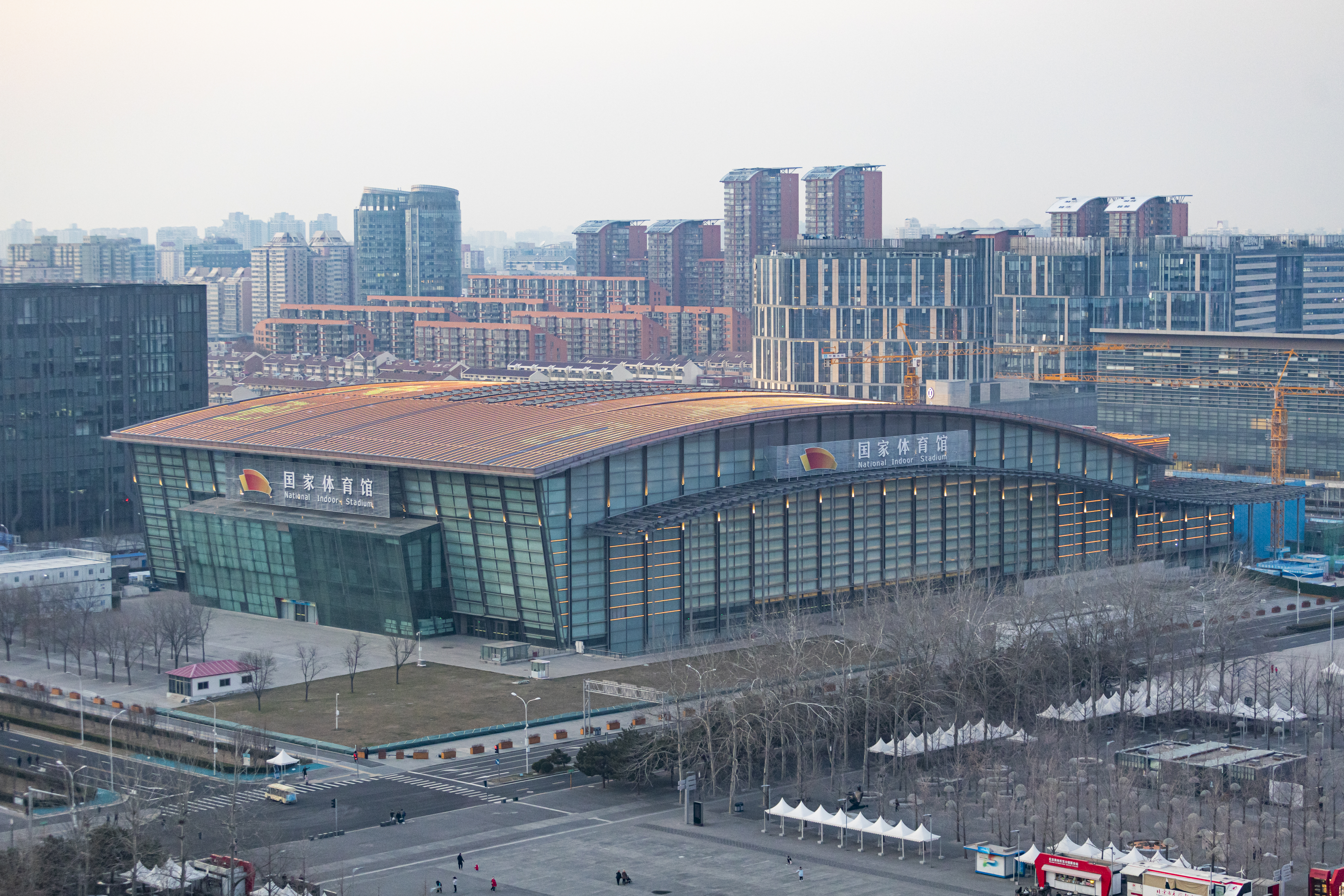
Nationales Hallenstadion – Eishockey

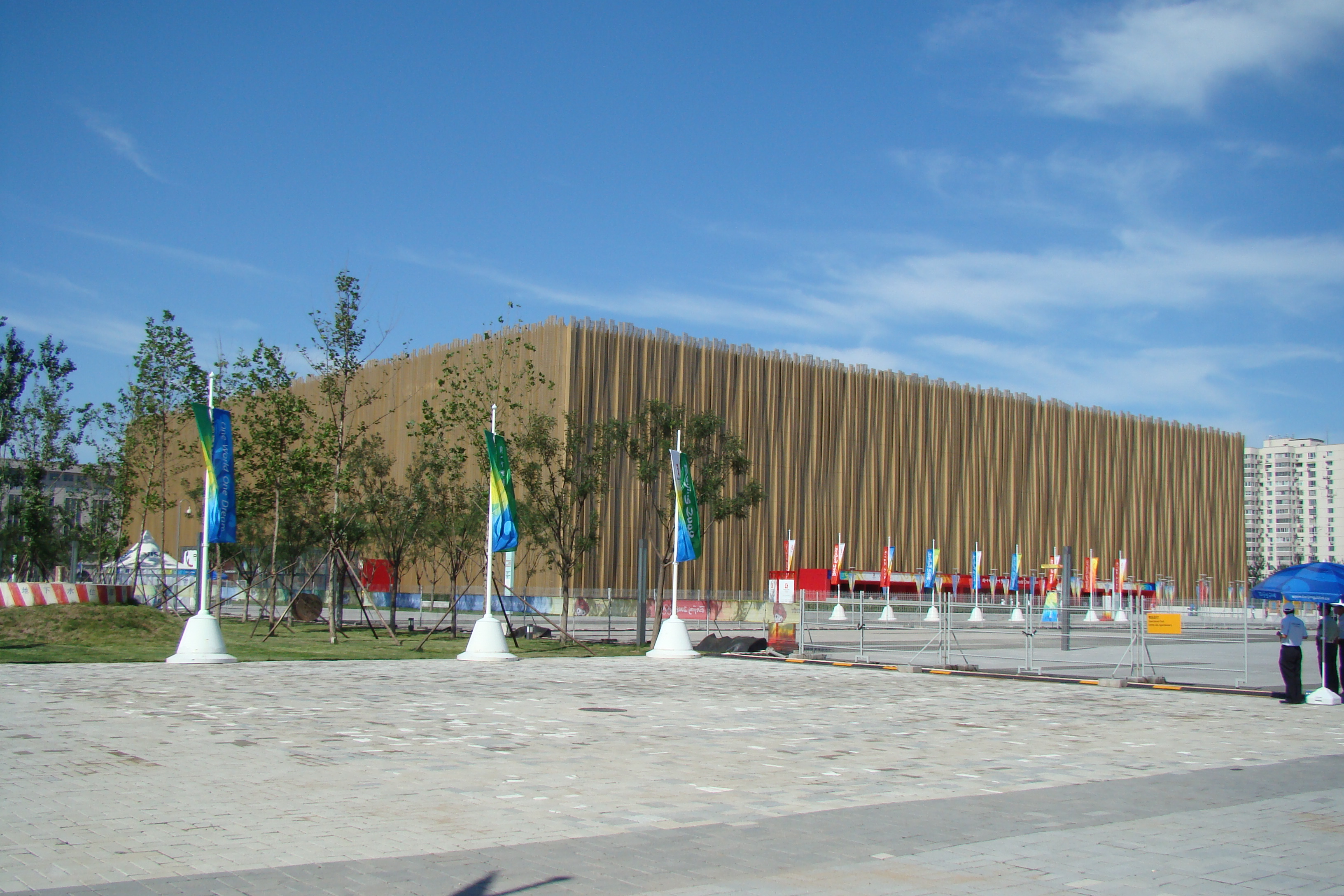
Wukesong-Hallenstadion – Eishockey

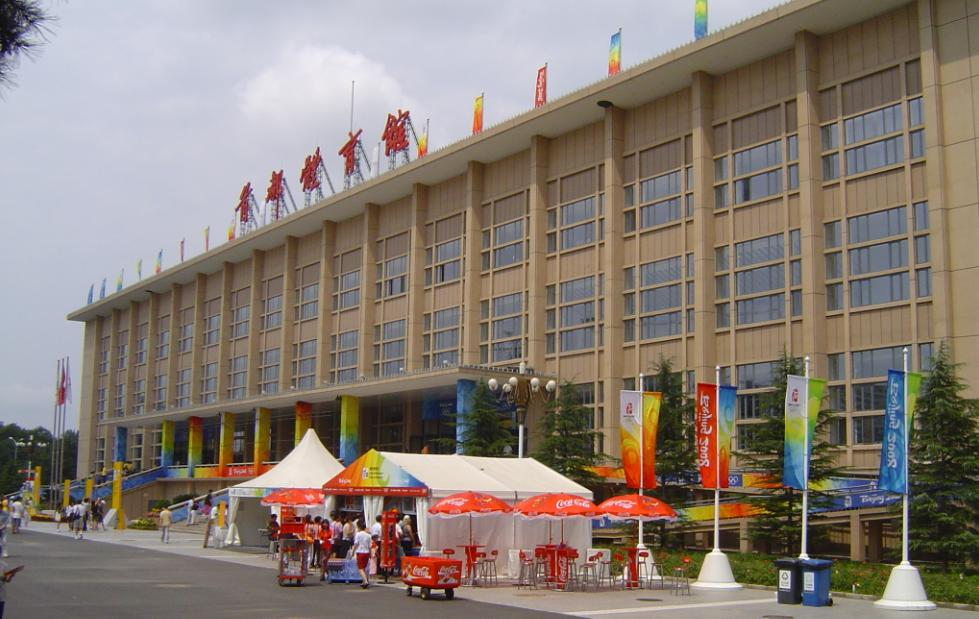
Hauptstadt-Hallenstadion – Eiskunstlauf, Shorttrack

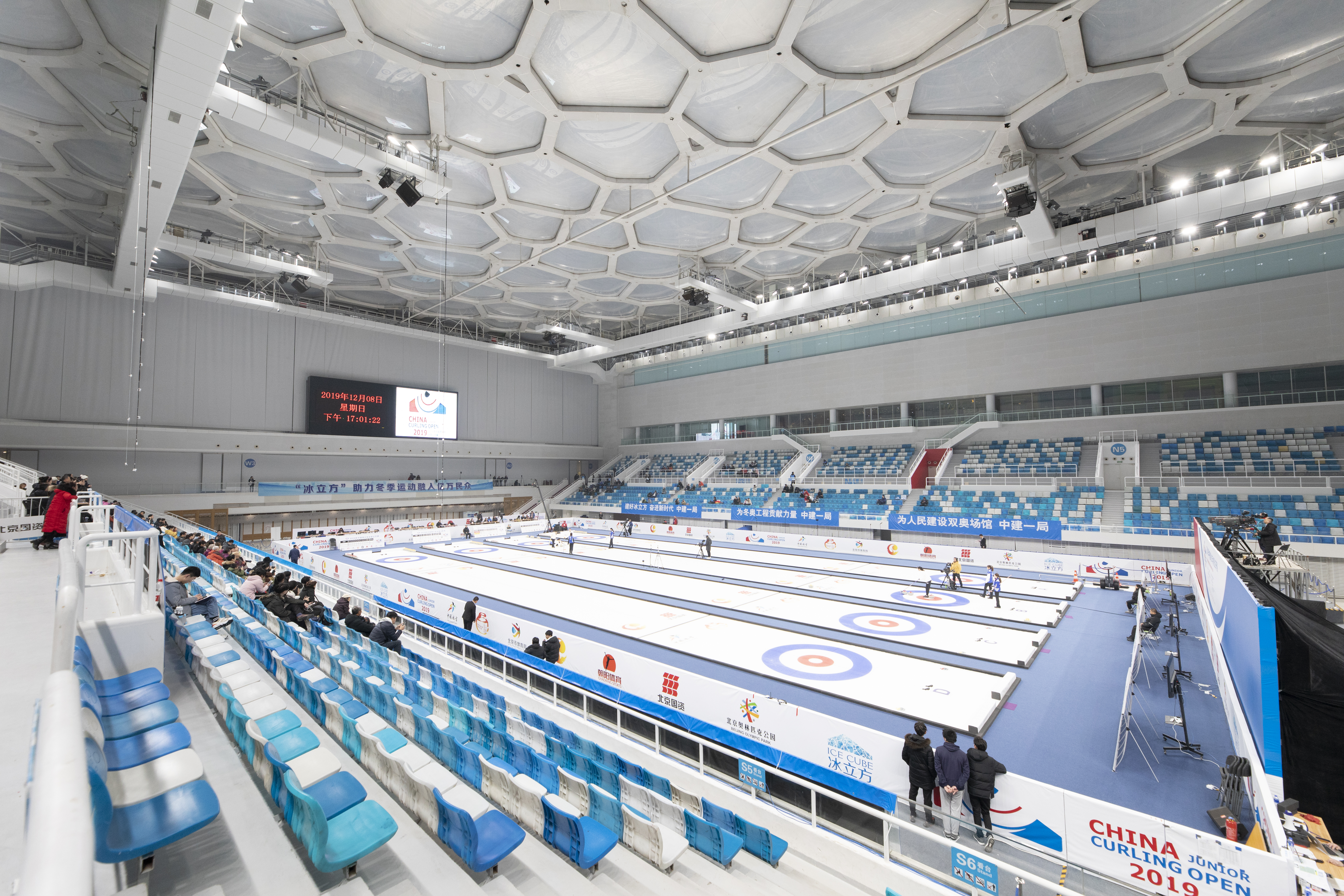
Nationales Schwimmzentrum – Curling

- Nationalstadion – Eröffnungs- und Schlussfeier
- Nationales Hallenstadion Peking – Eishockey (Kapazität: 18.000)
- Wukesong-Hallenstadion – Eishockey (Kapazität: 9.000)
- Hauptstadt-Hallenstadion – Eiskunstlauf, Shorttrack (Kapazität: 18.000)
- Nationale Eisschnelllaufhalle – Eisschnelllauf (Neubau – Kapazität: 12.000)
- Nationales Schwimmzentrum „Ice Cube“ – Curling (Kapazität: 4.500)
- Big Air Shougang – Freestyle-Skiing, Snowboard (Neubau)

### Yanqing
- Nationales Ski-Alpin-Zentrum Xiaohaituo – Ski Alpin (Neubau)
- Nationales Bob- und Rodelzentrum Yanqing – Bob, Rennrodeln, Skeleton (Neubau)

### Zhangjiakou
- Nordisches Ski- und Biathlonzentrum Guyangshu – Skilanglauf, Nordische Kombination, Biathlon (Neubau)
- Nationales Skisprungzentrum Schnee-Ruyi – Skispringen, Nordische Kombination
- Genting Skiresort – Freestyle-Skiing, Snowboard (Neubau)

## Zuschauer
Offizielle Zuschauer durften in stark begrenztem Umfang den Veranstaltungen beiwohnen. Zunächst sollten auch einheimische Zuschauer Eintrittskarten für die Veranstaltung erhalten. Mitte Januar 2022 wurde jedoch entschieden, dass man auch auf einen freien Ticketverkauf innerhalb der Volksrepublik verzichten wird und so nur ausgewählte einheimische Zuschauergruppen zu den Spielen eingeladen wurden. Dies wurde mit der COVID-19-Pandemie begründet.

## Wettkampfprogramm
Es fanden 109 Wettkämpfe (52 für Männer, 46 für Frauen und 11 Mixed-Wettbewerbe) in 7 Sportarten/15 Disziplinen statt. Das waren 7 Wettbewerbe mehr als in Pyeongchang 2018 – die Anzahl der Sportarten/Disziplinen blieb dabei gleich. Nachfolgend die Änderungen im Detail:
- Im Shorttrack und im Skispringen wurden jeweils ein Mixed-Teamwettbewerb olympisch.
- Im Bobsport erweiterte der Monobob für Frauen das Programm.
- Im Freestyle-Skiing wurde ein Mixed-Teamwettbewerb im Springen und Big Air für Männer und Frauen hinzugefügt.
- Beim Snowboard erweiterte ein Mixed-Teamwettbewerb im Snowboardcross das Programm.

### Olympische Sportarten/Disziplinen
- Biathlon Gesamt (11) = Männer (5) / Frauen (5) / Mixed (1)
- Bobsport
  -  Bob Gesamt (4) = Männer (2) / Frauen (2)
  -  Skeleton Gesamt (2) = Männer (1) / Frauen (1)
- Curling Gesamt (3) = Männer (1) / Frauen (1) / Mixed (1)
- Eishockey Gesamt (2) = Männer (1) / Frauen (1)
- Eislauf
  -  Eiskunstlauf Gesamt (5) = Männer (1) / Frauen (1) / Mixed (3)
  -  Eisschnelllauf Gesamt (14) = Männer (7) / Frauen (7)
  -  Shorttrack Gesamt (9) = Männer (4) / Frauen (4) / Mixed (1)
- Rennrodeln Gesamt (4) = Männer (2) / Frauen (1) / Mixed (1)
- Skisport
  -  Freestyle-Skiing Gesamt (13) = Männer (6) / Frauen (6) / Mixed (1)
  -  Ski Alpin Gesamt (11) = Männer (5) / Frauen (5) / Mixed (1)
  - Ski Nordisch
    -  Nordische Kombination Gesamt (3) = Männer (3)
    -  Skilanglauf Gesamt (12) = Männer (6) / Frauen (6)
    -  Skispringen Gesamt (5) = Männer (3) / Frauen (1) / Mixed (1)

  -  Snowboard Gesamt (11) = Männer (5) / Frauen (5) / Mixed (1)

Anzahl der Wettkämpfe in Klammern

### Zeitplan
Der Zeitplan umfasste Veranstaltungen vom 2. bis 20. Februar 2022.
| Zeitplan        | Zeitplan         | Zeitplan              | Zeitplan | Zeitplan | Zeitplan | Zeitplan | Zeitplan | Zeitplan | Zeitplan | Zeitplan | Zeitplan | Zeitplan | Zeitplan | Zeitplan | Zeitplan | Zeitplan | Zeitplan | Zeitplan | Zeitplan | Zeitplan | Zeitplan | Zeitplan           |
| Disziplin       | Disziplin        | Disziplin             | Mi. 2.   | Do. 3.   | Fr. 4.   | Sa. 5.   | So. 6.   | Mo. 7.   | Di. 8.   | Mi. 9.   | Do. 10.  | Fr. 11.  | Sa. 12.  | So. 13.  | Mo. 14.  | Di. 15.  | Mi. 16.  | Do. 17.  | Fr. 18.  | Sa. 19.  | So. 20.  | Ent- schei- dungen |
| Disziplin       | Disziplin        | Disziplin             | Februar  | Februar  | Februar  | Februar  | Februar  | Februar  | Februar  | Februar  | Februar  | Februar  | Februar  | Februar  | Februar  | Februar  | Februar  | Februar  | Februar  | Februar  | Februar  | Ent- schei- dungen |
| --------------- | ---------------- | --------------------- | -------- | -------- | -------- | -------- | -------- | -------- | -------- | -------- | -------- | -------- | -------- | -------- | -------- | -------- | -------- | -------- | -------- | -------- | -------- | ------------------ |
| Eröffnungsfeier |                  |                       |          |          |          |          |          |          |          |          |          |          |          |          |          |          |          |          |          |          |          |                    |
| Biathlon        | Biathlon         | Biathlon              |          |          |          | 1        |          | 1        | 1        |          |          | 1        | 1        | 2        |          | 1        | 1        |          | 2        |          |          | 11                 |
| Bob- sport      | Bob              | Bob                   |          |          |          |          |          |          |          |          |          |          |          |          | 1        | 1        |          |          |          | 1        | 1        | 4                  |
| Bob- sport      | Skeleton         | Skeleton              |          |          |          |          |          |          |          |          |          | 1        | 1        |          |          |          |          |          |          |          |          | 2                  |
| Curling         | Curling          | Curling               |          |          |          |          |          |          | 1        |          |          |          |          |          |          |          |          |          |          | 1        | 1        | 3                  |
| Eishockey       | Eishockey        | Eishockey             |          |          |          |          |          |          |          |          |          |          |          |          |          |          |          | 1        |          |          | 1        | 2                  |
| Eislauf         | Eiskunstlauf     | Eiskunstlauf          |          |          |          |          |          | 1        |          |          | 1        |          |          |          | 1        |          |          | 1        |          | 1        |          | 5                  |
| Eislauf         | Eisschnelllauf   | Eisschnelllauf        |          |          |          | 1        | 1        | 1        | 1        |          | 1        | 1        | 1        | 1        |          | 2        |          | 1        | 1        | 2        |          | 14                 |
| Eislauf         | Shorttrack       | Shorttrack            |          |          |          | 1        |          | 2        |          | 1        |          | 1        |          | 2        |          |          | 2        |          |          |          |          | 9                  |
| Rennrodeln      | Rennrodeln       | Rennrodeln            |          |          |          |          | 1        |          | 1        | 1        | 1        |          |          |          |          |          |          |          |          |          |          | 4                  |
| Skisport        | Freestyle-Skiing | Freestyle-Skiing      |          |          |          | 1        | 1        |          | 1        | 1        | 1        |          |          |          | 1        | 1        | 2        | 1        | 2        | 1        |          | 13                 |
| Skisport        | Ski Alpin        | Ski Alpin             |          |          |          |          |          | 2        | 1        | 1        | 1        | 1        |          | 1        |          | 1        | 1        | 1        |          |          | 1        | 11                 |
| Skisport        | Ski Nordisch     | Nordische Kombination |          |          |          |          |          |          |          | 1        |          |          |          |          |          | 1        |          | 1        |          |          |          | 3                  |
| Skisport        | Ski Nordisch     | Skilanglauf           |          |          |          | 1        | 1        |          | 2        |          | 1        | 1        | 1        | 1        |          |          | 2        |          |          | 1        | 1        | 12                 |
| Skisport        | Ski Nordisch     | Skispringen           |          |          |          | 1        | 1        | 1        |          |          |          |          | 1        |          | 1        |          |          |          |          |          |          | 5                  |
| Skisport        | Snowboard        | Snowboard             |          |          |          |          | 1        | 1        | 2        | 1        | 2        | 1        | 1        |          |          | 2        |          |          |          |          |          | 11                 |
| Schlussfeier    |                  |                       |          |          |          |          |          |          |          |          |          |          |          |          |          |          |          |          |          |          |          |                    |
| Entscheidungen  | Entscheidungen   | Entscheidungen        |          |          |          | 6        | 6        | 9        | 10       | 6        | 8        | 7        | 6        | 7        | 4        | 9        | 8        | 6        | 5        | 7        | 5        | 109                |
|                 |                  |                       | Mi. 2.   | Do. 3.   | Fr. 4.   | Sa. 5.   | So. 6.   | Mo. 7.   | Di. 8.   | Mi. 9.   | Do. 10.  | Fr. 11.  | Sa. 12.  | So. 13.  | Mo. 14.  | Di. 15.  | Mi. 16.  | Do. 17.  | Fr. 18.  | Sa. 19.  | So. 20.  |                    |
| Februar         |                  |                       |          |          |          |          |          |          |          |          |          |          |          |          |          |          |          |          |          |          |          |                    |

Farblegende

## Teilnehmer
Insgesamt qualifizierten sich Athleten aus 92 Nationen für die Spiele. Haiti und Saudi-Arabien gaben ihr Debüt bei Olympischen Winterspielen. Kenia qualifizierte sich zunächst, zog aber seine Teilnahme im Januar 2022 zurück. Die russischen Athleten wurden – wie bereits in Pyeongchang 2018 und bei den Olympischen Sommerspielen in Tokio 2020 – unter neutraler Flagge zugelassen. Am 9. Dezember 2019 hatte die Welt-Anti-Doping-Agentur bekanntgegeben, dass Russland für die nächsten vier Jahre von allen sportlichen Großereignissen ausgeschlossen werde.
Die Einteilung in der nachfolgenden Tabelle erfolgt anhand der Mitgliedschaft der einzelnen Nationalen Olympischen Komitees in den jeweiligen kontinentalen Dachverbänden.
| Teilnehmer der XXIV. Olympischen Winterspiele | Teilnehmer der XXIV. Olympischen Winterspiele | Teilnehmer der XXIV. Olympischen Winterspiele |
| Europa (1.692 Athleten aus 50 Ländern) | Europa (1.692 Athleten aus 50 Ländern) | Europa (1.692 Athleten aus 50 Ländern) |
| --- | --- | --- |
| - Albanien (1) - Andorra (5) - Armenien (6) - Aserbaidschan (2) - Belarus (29) - Belgien (19) - Bosnien und Herzegowina (6) - Bulgarien (16) - Dänemark (62) - Deutschland (149) - Estland (26) - Finnland (95) - Frankreich (86) - Georgien (9) - Griechenland (5) - Großbritannien (50) - Island (5) | - Irland (6) - Israel (6) - Italien (118) - Kroatien (11) - Kosovo (2) - Lettland (58) - Liechtenstein (2) - Litauen (13) - Luxemburg (2) - Malta (1) - Moldau (5) - Monaco (3) - Montenegro (3) - Niederlande (41) - Nordmazedonien (3) - Norwegen (84) | - Österreich (106) - Polen (57) - Portugal (3) - Rumänien (21) - San Marino (2) - Serbien (2) - Slowakei (50) - Slowenien (44) - Spanien (14) - Schweden (116) - Schweiz (167) - Tschechien (114) - Türkei (7) - Ukraine (45) - Ungarn (14) - Zypern (1) |
| Amerika (477 Athleten aus 15 Ländern) | | |
| - Amerikanische Jungferninseln (1) - Argentinien (6) - Bolivien (2) - Brasilien (10) - Chile (4) | - Ecuador (1) - Haiti * (1) - Jamaika (6) - Kanada (211) - Kolumbien (3) | - Mexiko (4) - Peru (1) - Puerto Rico (2) - Trinidad und Tobago (3) - Vereinigte Staaten (223) |
| Asien (420 Athleten aus 18 Ländern) | | |
| - China, Volksrepublik (171) - Chinesisch Taipeh (4) - Hongkong (3) - Indien (1) - Iran (3) - Japan (124) | - Kasachstan (34) - Kirgisistan (1) - Korea, Rep. (63) - Libanon (3) - Malaysia (2) - Mongolei (2) | - Osttimor (1) - Pakistan (1) - Philippinen (1) - Saudi-Arabien * (1) - Thailand (4) - Usbekistan (1) |
| Ozeanien (60 Athleten aus 3 Ländern) | | |
| - Amerikanisch-Samoa (1) | - Australien (44) | - Neuseeland (15) |
| Afrika (6 Athleten aus 5 Ländern) | | |
| - Eritrea (1) - Ghana (1) | - Madagaskar (2) - Marokko (1) | - Nigeria (1) |
| Sonstige (212 Athleten aus einem Land) | | |
| - ROC (212) | | |
| (Anzahl der Athleten) * erstmalige Teilnahme an Winterspielen | | |

Zwei Starter und drei Starterinnen nahmen schon ein halbes Jahr zuvor an den Sommerspielen von Tokio teil:
- Alexandra Burghardt, Bob (2022); im Sommer Leichtathletiksprint (2020)
- Nathan Crumpton, Skeleton (2022); im Sommer Leichtathletiksprint (2020)
- Ayumu Hirano Snowboard (2014, 2018, 2022); im Sommer Skateboard (2020)
- Jaqueline Mourão Skilanglauf (2006, 2010, 2014, 2018, 2022), Biathlon (2014); im Sommer Cross-Mountainbike (2004, 2008, 2020)
- Montell Douglas startete 2022 im Bob und 14 Jahre zuvor im Sommer schon 2008 im Leichtathletiksprint.

## Erfolgreichste Athleten
| Die erfolgreichsten Teilnehmer | Die erfolgreichsten Teilnehmer | Die erfolgreichsten Teilnehmer | Die erfolgreichsten Teilnehmer | Die erfolgreichsten Teilnehmer | Die erfolgreichsten Teilnehmer | Die erfolgreichsten Teilnehmer | Die erfolgreichsten Teilnehmer |
| Rang                           | Sportler                       | Land                           | Sportart                       | Gold                           | Silber                         | Bronze                         | Gesamt                         |
| ------------------------------ | ------------------------------ | ------------------------------ | ------------------------------ | ------------------------------ | ------------------------------ | ------------------------------ | ------------------------------ |
| 1                              | Johannes Thingnes Bø           | Norwegen                       | Biathlon                       | 4                              | 0                              | 1                              | 5                              |
| 2                              | Alexander Bolschunow           | ROC                            | Skilanglauf                    | 3                              | 1                              | 1                              | 5                              |
| 3                              | Marte Olsbu Røiseland          | Norwegen                       | Biathlon                       | 3                              | 0                              | 2                              | 5                              |
| 4                              | Irene Schouten                 | Niederlande                    | Eisschnelllauf                 | 3                              | 0                              | 1                              | 4                              |
| 5                              | Therese Johaug                 | Norwegen                       | Skilanglauf                    | 3                              | 0                              | 0                              | 3                              |
| 6                              | Quentin Fillon Maillet         | Frankreich                     | Biathlon                       | 2                              | 3                              | 0                              | 5                              |
| 7                              | Johannes Høsflot Klæbo         | Norwegen                       | Skilanglauf                    | 2                              | 1                              | 1                              | 4                              |
| 7                              | Suzanne Schulting              | Niederlande                    | Shorttrack                     | 2                              | 1                              | 1                              | 4                              |
| 7                              | Tarjei Bø                      | Norwegen                       | Biathlon                       | 2                              | 1                              | 1                              | 4                              |
| 10                             | Eileen Gu                      | Volksrepublik China            | Freestyle-Skiing               | 2                              | 1                              | 0                              | 3                              |
| 10                             | Johannes Strolz                | Österreich                     | Ski Alpin                      | 2                              | 1                              | 0                              | 3                              |
| 10                             | Jørgen Graabak                 | Norwegen                       | Nordische Kombination          | 2                              | 1                              | 0                              | 3                              |

## SARS-CoV-2-Fälle
Trotz strenger Vorgaben bei der Einreise der Olympiateilnehmer kam es im Zusammenhang mit den Olympischen Spielen in Peking zu einer Vielzahl von SARS-CoV-2-Infektionen. So wurden vom 23. Januar bis 5. Februar insgesamt 353 SARS-CoV-2-Fälle registriert (Stand: 5. Februar 2022).
Die SARS-CoV-2-Infizierten wurden von ihren Hotels in Krankenwagen zu speziellen Quarantäne-Hotels transportiert, in denen sie eine Quarantäne von zehn Tagen in einem Hotelzimmer verbringen mussten. Nur nach zwei negativen PCR-Tests im Abstand von mindestens 24 Stunden durften die Betroffenen das Hotel vor Ablauf der Zehn-Tages-Frist wieder verlassen. Nach zehn Tagen war nur noch ein negativer PCR-Test nötig.
Im deutschen Olympiaaufgebot infizierten sich der Eiskunstläufer Nolan Seegert und die Nordischen Kombinierer Eric Frenzel und Terence Weber mit SARS-CoV-2.
Wegen SARS-CoV-2-Infektionen verpassten eine Reihe von Favoriten in ihren jeweiligen Disziplinen die Olympischen Spiele ganz oder teilweise, darunter Marita Kramer, Daniel-André Tande, Johann André Forfang, Jarl Magnus Riiber, Kristjan Ilves und Nikita Tregubow.
Im Laufe der Entscheidung des Wettbewerbs Mixed Doubles im Curling wurde Tahli Gill, die Teilnehmerin des australischen Teams, positiv auf SARS-CoV-2 getestet. Nachdem sie zunächst in einem Quarantäne-Hotel isoliert worden war, durfte sie dank eines Ct-Wertes von über 35, der für die Olympischen Spiele 2022 als Grenzwert festgelegt worden war, dennoch in den beiden letzten Vorrundenpartien antreten. Gill und ihr Partner Dean Hewitt gewannen die letzten beiden Vorrundenbegegnungen nach zuvor sieben Niederlagen im Turnier (9:6 gegen die Schweiz und 10:8 gegen das Duo aus Kanada). Alle beteiligten Teams schieden nach der Vorrunde aus.

## Maskottchen
Die Maskottchen waren der Große Panda Bing Dwen Dwen und die chinesische Laterne Shuey Rhong Rhong (bei den Paralympics).

## Kritik
Die europäischen Fernseh- und Multiplattform-Übertragungsrechte verkaufte das IOC an Discovery Communications, die Mutter von Eurosport. Am 11. August 2017 einigten sich der Medienkonzern sowie die Sender ARD und ZDF nach langen Verhandlungen auf den Erwerb von Sublizenzen. Die beiden deutschen Sender dürfen nun „Livestrecken“ von den kommenden vier Olympischen Spielen in Funk, Fernsehen und auch in ihren Mediatheken ausstrahlen. Bei den Olympischen Winterspielen 2018 wurden von den Eiskunstlauf-, Shorttrack- und Snowboardwettbewerben jedoch lediglich „umfangreiche Highlights“ gesendet.
Bereits im Vorfeld der Winterspiele berichteten internationale Journalisten über massive Behinderungen ihrer Arbeit durch die chinesischen Behörden. In einem Report des Foreign Correspondents Club in China (FCCC) ist die Rede von Beschimpfungen, Drohungen und Zutrittsverboten. Der Journalistenverband beklagte außerdem eine Politisierung der Winterspiele durch die chinesische Führung.
Nach Recherchen der britischen Tageszeitung The Guardian hat Chinas Staatsführung im Rahmen der Olympischen Winterspiele eine „Armee westlicher Social-Media-Influencer“ angeheuert, um das staatliche Narrativ von vermeintlich ungetrübten Winterspielen zu verbreiten. Erwähnt werden unter anderem Influencer, die bei TikTok und Instagram aktiv sind.
Die Sprecherin der chinesischen Olympiaorganisatoren Yan Jiarong sorgte am 17. Februar für einen Eklat mit ihrer Zurechtweisungen ausländischer Medienvertreter bei einer Pressekonferenz des IOC. Sie äußerte mehrfach ungefragt politische Stellungnahmen im Sinne von Chinas Regierung. Sie bezeichnete Berichte über Umerziehungslager für Uiguren als „Lügen“. Als der IOC-Sprecher Mark Adams zur Teilnahme von Taiwan an der Eröffnungsfeier befragt wurde, ergriff sie ungefragt das Wort „Ich möchte betonen, dass es nur ein China in der Welt gibt. Taiwan nimmt hier als Teil von China teil und ist ein untrennbarer Bestandteil von China.“
Die Süddeutsche Zeitung bilanzierte am Abschlusstag: „Sommerspiele in Paris, Winterspiele in Italien, für die olympischen Zeremonienmeister hängt ab morgen die Zukunft voller Guarneri-Geigen. Aber so einfach sollte man sie nicht davonkommen lassen, vor der Zukunft kommt die Gegenwart. Und Peking 2022 war ein Tiefpunkt der olympischen Geschichte.“
Als der polnische Rodler Mateusz Sochowicz auf der olympischen Bahn in Yanqing verunglückte, wurde dies in den chinesischen Medien zensiert.

## Politische Kontroversen

### Diplomatischer Boykott wegen Menschenrechtsverletzungen
Bis zum März 2021 hatten mehr als 180 Menschenrechtsorganisationen und Politiker die Vereinigten Staaten dazu aufgerufen, die Winterspiele 2022 zu boykottieren. Als Begründung machten sie die Unterdrückung beziehungsweise Zwangs-Sinisierung der Uiguren sowie die Repression der Aktivisten der Proteste in Hongkong 2019/2020 geltend. Diese autoritäre Politik disqualifiziere Peking als Gastgeber der Winterspiele.
Am 3. Dezember 2021 kündigte Litauen einen diplomatischen Boykott der Winterspiele an, nachdem China Handelsbeziehungen mit Litauen wegen eines Streits über den Status von Taiwan ausgesetzt hatte. Drei Tage später kündigte die US-Regierung unter Präsident Joe Biden an, keine diplomatischen oder offiziellen Vertreter zu den Winterspielen zu entsenden. Als Gründe wurden Menschenrechtsverletzungen genannt, darunter die Verfolgung und Umerziehung der Uiguren und Verbrechen gegen die Menschlichkeit in der autonomen Region Xinjiang. Zu dem diplomatischen Olympiaboykott trug auch der Fall der chinesischen Tennisspielerin Peng Shuai bei. Von einem kompletten Boykott wurde abgesehen, weil man nicht die Sportler habe bestrafen wollen. Australien, Neuseeland, Kanada und das Vereinigte Königreich schlossen sich dem diplomatischen Boykott an. Nach dem von Joe Biden initiierten diplomatischen Boykott beantragte die US-Regierung Visa für einen dreimonatigen Aufenthalt für 18 Beamte, um „sicherheitsunterstützende Operationen“ für die Winterspiele anzubieten. Ebenso erklärte die Regierung Japans, dass keine Minister der Regierung zu den Winterspielen in China reisen werden. Ebenso boykottieren die Regierungen in Estland, Lettland und Belgien diplomatisch die Olympischen Winterspiele. Am 29. Dezember 2021 erklärte die deutsche Außenministerin Annalena Baerbock, sie werde nicht zu den Winterspielen in China anreisen und ebenso erklärte dies im Januar 2022 die deutsche Sportministerin Nancy Faeser. Die Regierungen von Schweden und der Niederlande erklärten, sie werden aufgrund der Corona-Pandemie keine diplomatischen Vertreter nach China entsenden, jedoch wird betont, dass dies kein diplomatischer Boykott sei. Am 14. Januar 2022 gab die Regierung in Dänemark bekannt, dass sie keine diplomatischen Vertreter entsenden werden. Kurz vor Beginn der Spiele erklärte ebenso die Regierung von Indien die Spiele in China diplomatisch zu boykottieren.

### Vorwurf der Absprache hinsichtlich der russischen Invasion der Ukraine
Nach der russischen Invasion der Ukraine ab dem 24. Februar 2022 berichtete die New York Times, China sei Mitwisser der Invasion gewesen und habe Russland darum gebeten, die Invasion auf einen Termin nach den Olympischen Spielen zu verlegen, um deren öffentliche Wirkung nicht zu beschädigen. China wies die Vorwürfe als haltlos zurück.